# Грег Хенри
Грег Лий Хенри (на английски: Gregg Lee Henry) (роден на 6 май 1952 г.) е американски актьор.

## Частична филмография

### Филми
- 1983: „Белязаният“
- 1984: „Дубльорката“
- 1992: „Пристъп на безумие“
- 1998: „Стар Трек: Бунтът“
- 1999: „Разплата“
- 2002: „Фатална жена“
- 2002: „Балистик“
- 2003: „Чистилището“
- 2003: „Грях“
- 2006: „Плужекът“
- 2006: „Полет 93“
- 2006: „Черната далия“
- 2014: „Пазителите на Галактиката“
- 2016: „Джейсън Борн“
- 2017: „Пазителите на Галактиката: Втора част“

### Телевизия
- 1976–1977: „Богат, беден: Втора книга“
- 1985: „Съдружници по неволя“
- 1985–1996: „Убийство по сценарий“
- 1987–1995: „Матлок“
- 1987: „Магнум“
- 1988–1994: „Законът на Ел Ей“
- 1989: „Джейк и дебелака“
- 1994: „Уокър, тексаският рейнджър“
- 1995: „Военна прокуратура“
- 1995: „Болница Чикаго хоуп“
- 1996: „Хамелеонът“
- 2001: „От местопрестъплението“
- 2002: „Светулка“
- 2002: „Бумтаун“
- 2002: „ЦРУ“
- 2003: „Стар Трек: Ентърпрайз“
- 2003: „Съдия Ейми“
- 2003: „24“
- 2004: „ФБР инструктор“
- 2006–2010: „От местопрестъплението: Маями“
- 2005–2007: „Момичетата Гилмор“
- 2008: „Спешно отделение“
- 2008: „Менталистът“
- 2009: „Звярът“
- 2009: „Къща за кукли“
- 2009: „Мръсно синьо“
- 2009: „Криминални уравнения“
- 2009: „Касъл“
- 2009: „Клуб Веселие“
- 2010: „Анатомията на Грей“
- 2010: „Добрите момчета“
- 2010: „Медиум“
- 2011: „Законът на Хари“
- 2011: „Слънчасали“
- 2009–2011: „Увиснал“
- 2011: „Извън играта“
- 2012: „Военни престъпления: Лос Анджелис“
- 2011: „Честни измамници“
- 2011–2012: „Кралете на бягството“
- 2012: „Престъпления от класа“
- 2012–2017: „Скандал“
- 2013–2014: „Убийството“
- 2014–2016: „Ад на колела“
- 2014–2015: „Последователите“
- 2015–2016: „От местопрестъплението: Кибер атаки“
- 2016: „Лекарите от Чикаго“
- 2016: „Момичетата Гилмор: Една година от живота“
- 2017: „Супергърл“